# Albatros D.IX
Albatros D.IX là một mẫu thử máy bay tiêm kích của Đức chế tạo vào đầu năm 1918.